# Oleg Kuzniecow (morderca)
Oleg Władimirowicz Kuzniecow (ros. Оле́г Влади́мирович Кузнецо́в; ur. 30 kwietnia 1969 w Bałaszysze, zm. 4 sierpnia 2000 w Sosnowce) – rosyjski seryjny morderca i gwałciciel, zwany Rozpruwaczem z Bałaszychy. W latach 1991–1992 zamordował na terenie Moskwy i Kijowa 10 kobiet.
Pseudonim Rozpruwacz z Bałaszychy nosił też inny seryjny morderca, Siergiej Riachowski, który działał w mieście w tym samym czasie co Kuzniecow i zamordował w nim 19 osób.

## Młodość
Rodzice Kuzniecowa rozwiedli się, gdy miał pięć lat. Pozostał z ojcem i nie utrzymywał kontaktów z matką, mimo że ta mieszkała w tym samym budynku. Ukończył osiem klas szkoły. Trenował biathlon i walki wręcz. Według relacji znajomych był tchórzliwy i wycofany. Pierwszy stosunek seksualny z kobietą odbył w wieku 16 lat. Jak przyznał po aresztowaniu - zmuszał swoje partnerki do stosunków seksualnych, a ich krzyki i zadawanie im bólu podniecało go. Został powołany do wojska, a służbę odbył w Kijowie. Tam, w latach 1985–1988 dopuścił się serii gwałtów. Po powrocie w rodzinne strony, zatrudnił się jako kierowca ciężarówki. 

## Zbrodnie
7 maja 1991 roku, Kuzniecow dopuścił się pierwszego morderstwa. Zaproponował podwiezienie przypadkowej kobiecie, w trakcie jazdy zatrzymali się i odbyli stosunek płciowy. Gdy kobieta zażądała pieniędzy, Kuzniecow wpadł w szał, przywiązał ją do drzewa i zatłukł ją łomem. Po tym wydarzeniu dopuścił się w Moskwie i Bałaszyce serii gwałtów. Kuzniecow miał silny popęd seksualny i jak sam twierdził mógł zgwałcić ponad 500 kobiet. Działał według schematu - wypatrywał samotnych kobiet, nawiązywał kontakt i gdy nadarzyła się okazja, wciągał w ustronne miejsce, gdzie dokonywał gwałtu. Jeśli wierzyć jego zeznaniom - wiele gwałtów nie zostało zgłoszonych milicji. 12 listopada 1991 roku, dopuścił się gwałtu na cmentarzu w Bałaszyce. Ofiarą padła jego była dziewczyna, która zgłosiła przestępstwo milicji podając nazwisko sprawcy. Ten spanikował i wyjechał do dobrze znanego mu Kijowa. Miasto było już wówczas stolicą niepodległej Ukrainy. Kuzniecow wierzył, że przez chaos związany z rozpadem ZSRR, nikt nie będzie go szukał na Ukrainie. W styczniu 1992 roku, zgwałcił i zamordował cztery młode kobiety. Ofiarom wydłubał oczy, co stało się jego podpisem. Kolejna zaatakowana ofiara przeżyła napaść i zeznała ukraińskim śledczym, że sprawca przedstawił się jako Dmitrij Fadiejew z Bałaszychy, co naprowadzi ich na trop Kuzniecowa. Sporządzono portret pamięciowy. W lutym 1992 roku na ulicy rozpoznał go milicjant, który zaczął go gonić. Kuzniecow wskoczył do Dniepru i uciekł. Morderca uznał, że w Kijowie nie jest już bezpiecznie i powrócił do Moskwy, gdzie w przeciągu miesiąca dopuścił się kolejnych pięciu morderstw. Wszystkie mordy miały miejsce w Parku Izmajłowskim, położonym na pograniczu Moskwy i Bałaszychy. Wszystkim ofiarom wydłubał oczy, a niektórym wyciął narządy płciowe.

## Aresztowanie i proces
Charakterystyczne okaleczanie zwłok sprawiło, że moskiewscy śledczy szybko połączyli zbrodnie z Parku Izmajłowskiego z serią morderstw dokonaną w Kijowie. Do Moskwy zaproszono kijowskich śledczych. W prasie upubliczniono portret pamięciowy sporządzony w Kijowie. Kuzniecowa rozpoznał pracownik oddziału Sbierbanku, gdzie ten przyszedł założyć konto. Rozpoczęto obserwację mieszkania ojca Kuzniecowa. Szybko odkryto, że ten kontaktuje się z ojcem poprzez swoją kochankę. Kobieta zgodziła się pomóc ująć mordercę. 26 marca 1992 roku, gdy Kuzniecow przyszedł do jej mieszkania, kobieta zaalarmowała milicję. Morderca zdążył wybiec z budynku i wsiąść do tramwaju. Milicjanci po cywilnemu aresztowali Kuzniecowa kilka przystanków dalej. 
Po aresztowaniu Kuzniecow przyznał się do wszystkich morderstw i gwałtów, w tym tych nieznanych organom ścigania i wskazał miejsca popełnienia przestępstw. Podczas przeszukania przy maniaku znaleziono rzeczy należące do kobiet oraz nóż, który okazał się być narzędziem zbrodni. Badanie sądowo-psychiatryczne wykazało, że Kuzniecow był całkowicie poczytalny, choć ujawniło u niego  psychopatię oraz sadyzm seksualny. 1 grudnia 1993 roku, został skazany na karę śmierci przez rozstrzelanie. Na mocy moratorium, wyrok został zamieniony na dożywocie. Oleg Kuzniecow zmarł w trakcie odbywania kary 4 sierpnia 2000 roku z powodu niewydolności serca. Informacja o jego śmierci trafiła do mediów dopiero w 2019 roku.

## Ofiary śmiertelne Kuzniecowa
Do publicznej wiadomości nie podano nazwisk ofiar zbrodni popełnionych w Rosji, ale wszystkie zostały zidentyfikowane. 
| Lp. | Ofiara               | Wiek | Data             | Miejsce    |
| --- | -------------------- | ---- | ---------------- | ---------- |
| 1.  | Nie ujawniono        | B.d  | 7 maja 1991      | Bałaszycha |
| 2.  | Switłana Milenko     | 15   | 6 stycznia 1992  | Kijów      |
| 3.  | Switłana Muromcewa   | 15   | 19 stycznia 1992 | Kijów      |
| 4.  | Ałła Kononowa        | 15   | 24 stycznia 1992 | Kijów      |
| 5.  | Natalija Iwanczykowa | 20   | 27 stycznia 1992 | Kijów      |
| 6.  | Nie ujawniono        | 22   | 25 lutego 1992   | Moskwa     |
| 7.  | Nie ujawniono        | B.d. | 3 marca 1992     | Moskwa     |
| 8.  | Nie ujawniono        | B.d. | 9 marca 1992     | Moskwa     |
| 9.  | Nie ujawniono        | 30   | 13 marca 1992    | Moskwa     |
| 10. | Nie ujawniono        | 15   | 21 marca 1992    | Moskwa     |